# Möllevångens församling
Möllevångens församling var en församling i Lunds stift och i Malmö kommun. Församlingen uppgick 2002 i Möllevången-Sofielunds församling.

## Administrativ historik
Församlingen bildades 1949 genom en utbrytning ur Västra Skrävlinge församling. Församlingen utgjorde till 2002 ett eget pastorat. Församlingen uppgick 2002 i Möllevången-Sofielunds församling.

## Organister
| Verksam | Namn                   | Levnadstid | Övrigt |
| ------- | ---------------------- | ---------- | ------ |
| 1962–   | Harlad Edvard Nellmark | 1910–      | [ 4 ]  |

## Kyrkor
- Sankta Maria kyrka